# Elizabeth Ryan
Elizabeth Montague Ryan, ameriška tenisačica, Anaheim, ZDA, * 8. februar 1892, † 6. julij 1979, Wimbledon, London, Anglija, Združeno kraljestvo.
Elizabeth Ryan se je trikrat uvrstila v finala turnirjev za Grand Slam v posamični konkurenci. V letih 1921 in 1930 na turnirjih za Prvenstvo Anglije, ko sta jo premagali Suzanne Lenglen in Helen Wills Moody, ter leta 1926 na turnirju za Nacionalno prvenstvo ZDA, ko jo je premagala Molla Bjurstedt Mallory. Na turnirjih za Amatersko prvenstvo Francije se je najdlje uvrstila v četrtfinale v letih 1926, 1930 in 1931. V konkurenci ženskih dvojic je enajstkrat osvojila Prvenstvo Anglije, šestkrat Amatersko prvenstvo Francije in enkrat Nacionalno prvenstvo ZDA, v konkurenci mešanih dvojic pa sedemkrat Prvenstvo Anglije ter po dvakrat Amatersko prvenstvo Francije in Nacionalno prvenstvo ZDA. Leta 1972 je bila sprejeta v Mednarodni teniški hram slavnih.

## Finali Grand Slamov

### Posamično (3)

#### Porazi (3)
| Leto | Turnir                   | Nasprotnica v finalu    | Rezultat finala |
| 1921 | Prvenstvo Anglije        | Suzanne Lenglen         | 2–6, 0–6        |
| 1926 | Nacionalno prvenstvo ZDA | Molla Bjurstedt Mallory | 6–4, 4–6, 7–9   |
| 1930 | Prvenstvo Anglije (2)    | Helen Wills Moody       | 2–6, 2–6        |